# Anaxagorea allenii
Anaxagorea allenii R.E.Fr. – gatunek rośliny z rodziny flaszowcowatych (Annonaceae Juss.). Występuje naturalnie w Kostaryce, Panamie oraz Kolumbii. 

## Morfologia
PokrójZimozielone drzewo lub krzew dorastające do 1,5–10 m wysokości.
LiścieMają kształt od eliptycznego do lancetowatego lub odwrotnie lancetowatego. Mierzą 9,5–48,5 cm długości oraz 2,8–14,6 szerokości. Nasada liścia jest rozwarta. Liść na brzegu jest całobrzegi. Wierzchołek jest ostry lub spiczasty. Ogonek liściowy jest owłosiony i dorasta do 5–24 mm długości.
KwiatySą zebrane w pęczkach. Rozwijają się w kątach pędów na gałęziach. Działki kielicha mają owalny kształt i dorastają do 8–13 mm długości. Płatki mają kształt od podłużnego do lancetowatego. Osiągają do 8–20 mm długości. Mają 50–70 pręcików i 7–13 słupków.
OwocePojedyncze, osadzone na trzonie. Osiągają 21–38 mm długości.

## Biologia i ekologia
Rośnie w lasach. Występuje na wysokości do 500 m n.p.m..